# Palazzo Ricca (Catanzaro)
Der Palazzo Ricca ist ein Palast aus dem 16. Jahrhundert in Catanzaro in der italienischen Region Kalabrien. Das Gebäude liegt im Viertel Pianicello in der Via del Arcivescovado, 18.

## Geschichte und Beschreibung
Der Palast aus dem Ende des 16. Jahrhunderts, der sich im alten Viertel Pianicello findet, gehörte ursprünglich der Familie Ricca, die aus Spanien stammte. Eine Besonderheit des Gebäudes sind die Zwillingsportale an der Fassade, die auch zahlreiche andere Paläste aus dieser Zeit in der Stadt haben. Am Übergang vom 18. zum 19. Jahrhundert erhielt der Palast ein eklektisches Aussehen, als er einer Neugestaltung unterzogen wurde, die hauptsächlich auf den Bau einer vorderen Treppe in der Eingangshalle abzielte.